# Rafael Bobeica
Rafael Bobeica (Lisboa, Portugal, 1 de abril de 2002) é um jovem cantor luso-moldavo que representou a Moldávia no Festival Eurovisão da Canção Júnior 2013 com a canção "Cum să fim".